# Бахен, Энгес
Энгес Бахен (англ. Angus Buchan) — южноафриканский миссионер и евангелист шотландского происхождения, организатор служения «Шалом» в провинции Квазулу-Натал. История Энгеса Бахена послужила сюжетом для нескольких фильмов.

## Биография
Изначально занимался фермерством сперва в Замбии, однако был вынужден переехать затем в провинцию Квазулу-Натал, ЮАР, где со временем стал ревностным христианином. В 1980 он вместе с женой Джилл году организовали служение «Шалом», существующее до настоящее времени. В настоящее время Бахен занимается только евангелизационной деятельностью, а фермой управляет один из сыновей Энгеса. Помимо проповеднической деятельности служение включает сиротский приют на 25 человек и фермерскую школу, в которой учатся 200 человек. Помимо этого Энгес Бахен проводит ежегодную конференцию «Mighty Men Conference», которая в 2009 году собрала до 200 000 человек.

## Публикации
- Faith Like Potatoes: The Story of a Farmer Who Risked Everything for God. (ISBN 978-0825461118).
- The Booth: Finding quiet time in the presence of God. (ISBN 978-1432103521) by Angus Buchan.
- Revival
- The Seed Sower
- Jesus … a farmer … and miracles
- Is Jesus Enough?
- Hard-core Christianity
- Passing the Baton
- A Farmer’s Year
- A Mustard Seed
- Fathers and Sons
- A People Saturated with God
- Grassroots Volume 1
- Come of Age — The Road to Spiritual Maturity, 2010, ISBN 978-0-85721-0210

## Фильмы об Энгесе Бахене
- Faith Like Potatoes (2006). (художественный)
- Angus Buchan’s Ordinary People (2012). (художественный)
- Angus Buchan Documentary. (документальный)